# Железная дорога Всемирной выставки 1889 года
Дековильская железная дорога Всемирной выставки в Париже (1889) (французский: Le Chemin de fer intérieur de l’Exposition) представляла собой 3-километровую 600-миллиметровую железную дорогу Дековиля узкой колеи, которая использовалась во время Парижской всемирной выставки с 6 мая по 31 октября 1889 года, проходившая от Эспланады инвалидов до проспекта Сюффрена.

## Станция Согласия
|  |

|  |

|  |

|  |

|  |

|  |

|  |

|  |

|  |

|  |

|  |

|  |

|  |

|  |

|  |

|  |

|  |

|  |

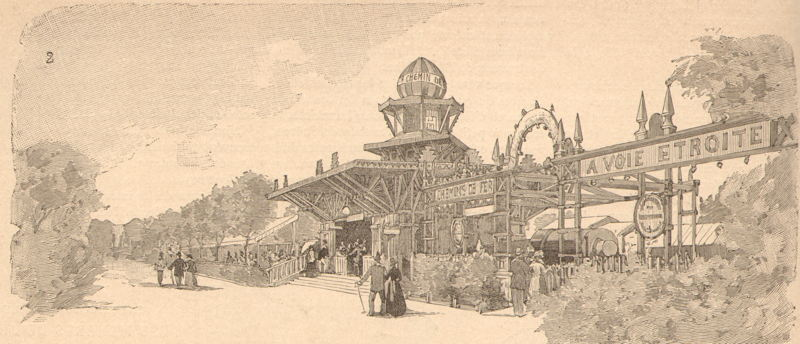
Station de la Concorde (Дом инвалидов)

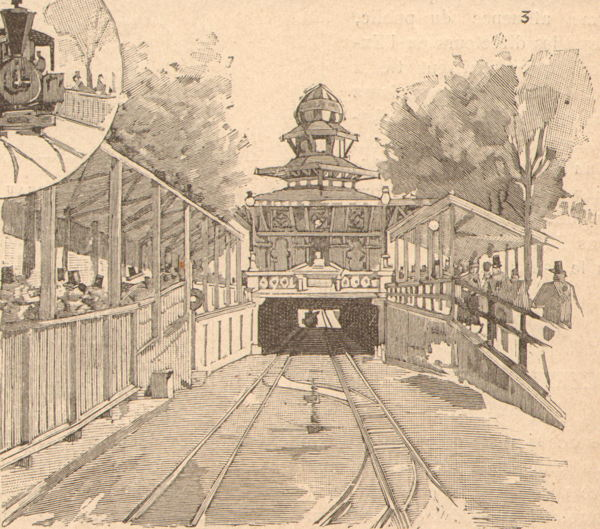
Подземный переход на Эйфелевой башне (Йенский мост)

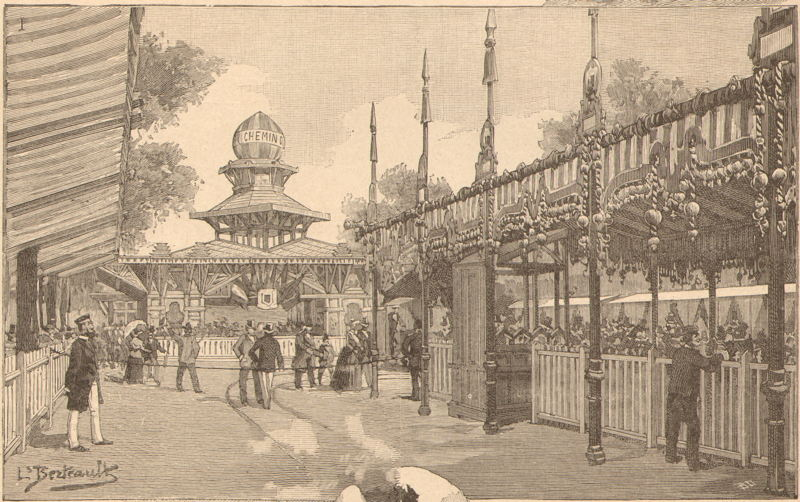
Station de la Tour Eiffel (Эйфелева башня/Йенский мост)

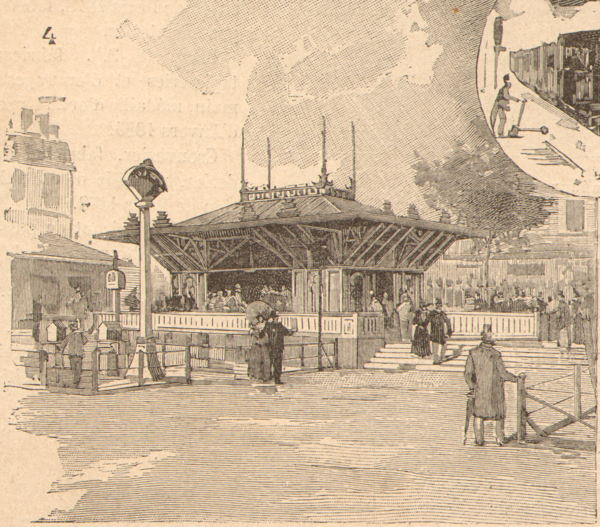
Station du Palais des Machines (Avenue de Suffren)

Площадь Всемирной ярмарки 1889 года была на 90 га слишком большой, чтобы её можно было исследовать только пешком. Поэтому была построена внутренняя железная дорога, которая соединяла выставочные здания на Эспланаде инвалидов с зданиями под Эйфелевой башней . Железнодорожная линия длиной 3 километра начиналась в 250 метрах от моста Конкорд в Министерстве иностранных дел недалеко от Сены . Она пересекла Эспланаду Инвалидов и последовала за набережной Орсе на берегу Сены, внутри всемирного выставочного забора, между двумя рядами деревьев, наиболее удаленных от берега. Она пересекла бульвар де ла Тур-Мобур на железнодорожном переезде, прошла в 106-метровом туннеле под авеню Рапп и авеню Боске, пересекла авеню де ла Бурдонне, прошла подземный переход на Эйфелевой башне и, наконец, повернула под прямым углом на авеню де Сюффрен, которая следовала за ней до конечной остановки в Галерее машин.
В дополнение к двум конечным станциям на набережной Орсэ было три остановки: первая на пересечении улиц Малар, вторая во Дворце Алиментеров, третья на углу набережной Орсе и Авеню де Сюффрен. Инфраструктура и железнодорожные транспортные средства были поставлены компанией Decauville . Трасса проходила дважды с расстояния в два метра.
Здания станции на остановках были достопримечательностями, видимыми издалека, что привлекало пассажиров. Сын одного из концессионеров, Луи Гайо, молодой архитектор, дал им формы необычной оригинальности и функциональности. Маркизы, которые покрывали платформы, обеспечивали защиту пассажиров от непогоды. На конечных станциях были буфеты, где пассажиры могли встречаться и отдыхать.

## Строительство
Трасса была разработана генеральным директором завода месье Альфандом, который поручил Антуану Гайо и Полу Галлотти из Gaillot et Cie построить трассу под наблюдением месье Льва, инженера выставки. Строительство возглавил заместитель главного инженера, ответственный за металлообработку Дж. Шартон, который занимался, в частности, строительством железной дороги на Марсовом поле.

## Операция
Использовались только паровозы различных типов. Один из самых интересных поступил от артиллерийского капитана Печо . Этот паровоз Fairlie был разработан специально для армии. Были также локомотивы Маллет . Вагоны, используемые для пассажирских перевозок, были другого типа, аналогичные вагонам Министерства армии.
Были правила, которые регулировали работу этой железнодорожной линии концессионером. Поезда должны были отправляться каждые десять минут с 9 утра до полуночи с конечных станций, то есть шесть поездов в час или 90 поездов в день в каждом направлении. По воскресеньям можно было проехать до 150 поездов в каждом направлении. Хотя маршрут был полностью изолирован от общественного транспорта на большей части его длины, была установлена низкая максимальная скорость — 10 километров в час. Эта максимальная скорость даже должна быть уменьшена до 4 километров в определённых точках на маршруте, особенно на железнодорожных переездах, где каждому поезду предшествовал связист . Длина поездов не могла превышать 50 метров, и все они были оснащены быстродействующим тормозом.
Тариф был одинаковым: 0,25 франка на человека в открытой летней машине и 0,50 франка в салоне, независимо от продолжительности поездки. Пассажиры были в состоянии решить свои билеты во многих точках продажи заранее. Достаточно было представить билеты железнодорожному персоналу, чтобы сесть в вагон. На выходе они были размещены на турникетах. [3] Согласно официальной переписи, во время полугодовой операции было перевезено 6 342 446 пассажиров.
По соображениям безопасности при каждой остановке имел место сигнал в форме диска с дистанционным управлением, который мог быть выпущен только тогда, когда шлагбаум был закрыт. Все поезда были объявлены системой электрических звонков, которые вели от железнодорожных переездов до ближайшей станции. Наконец, на каждой станции была телефонная связь.

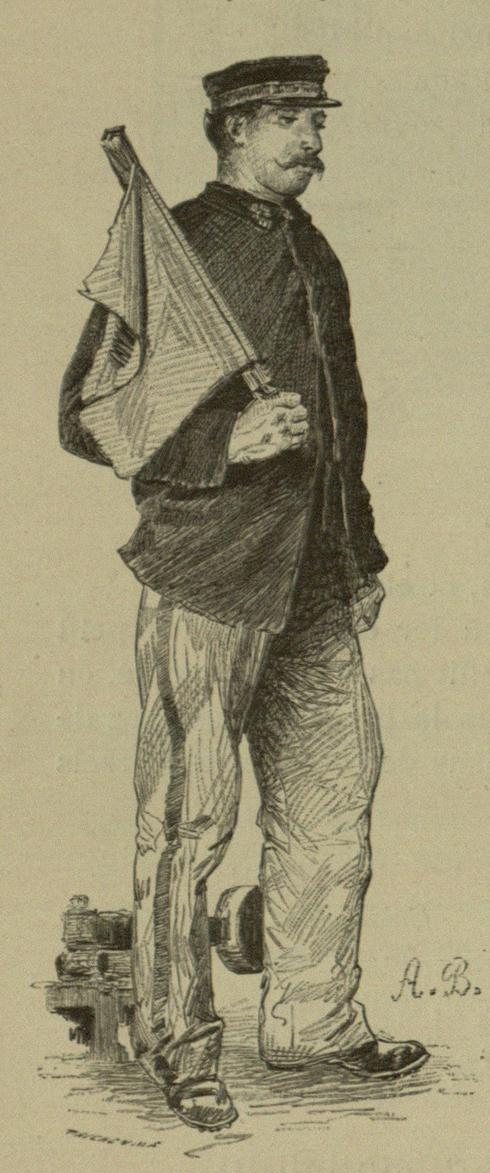
связист
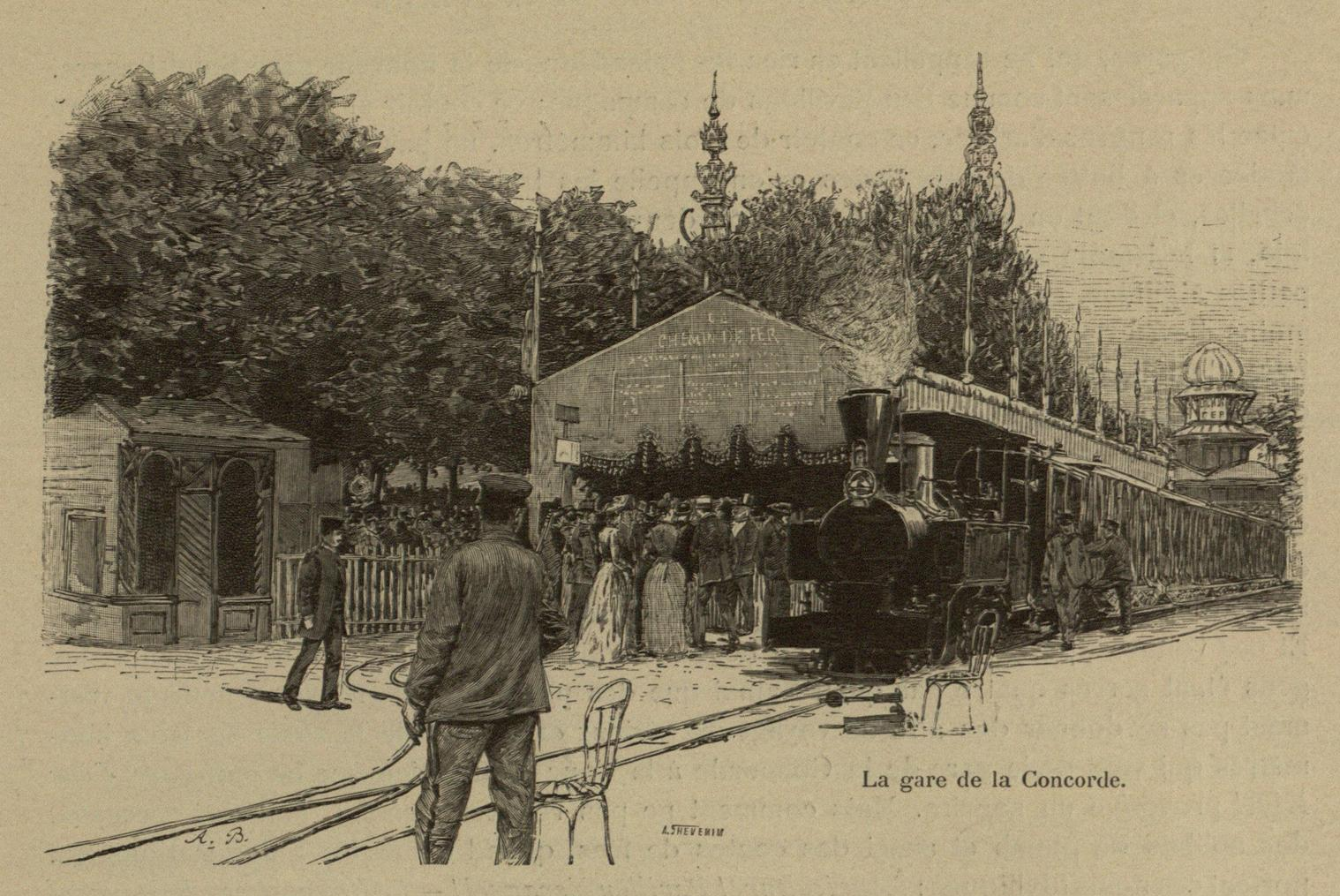
Вокзал де ла Конкорд
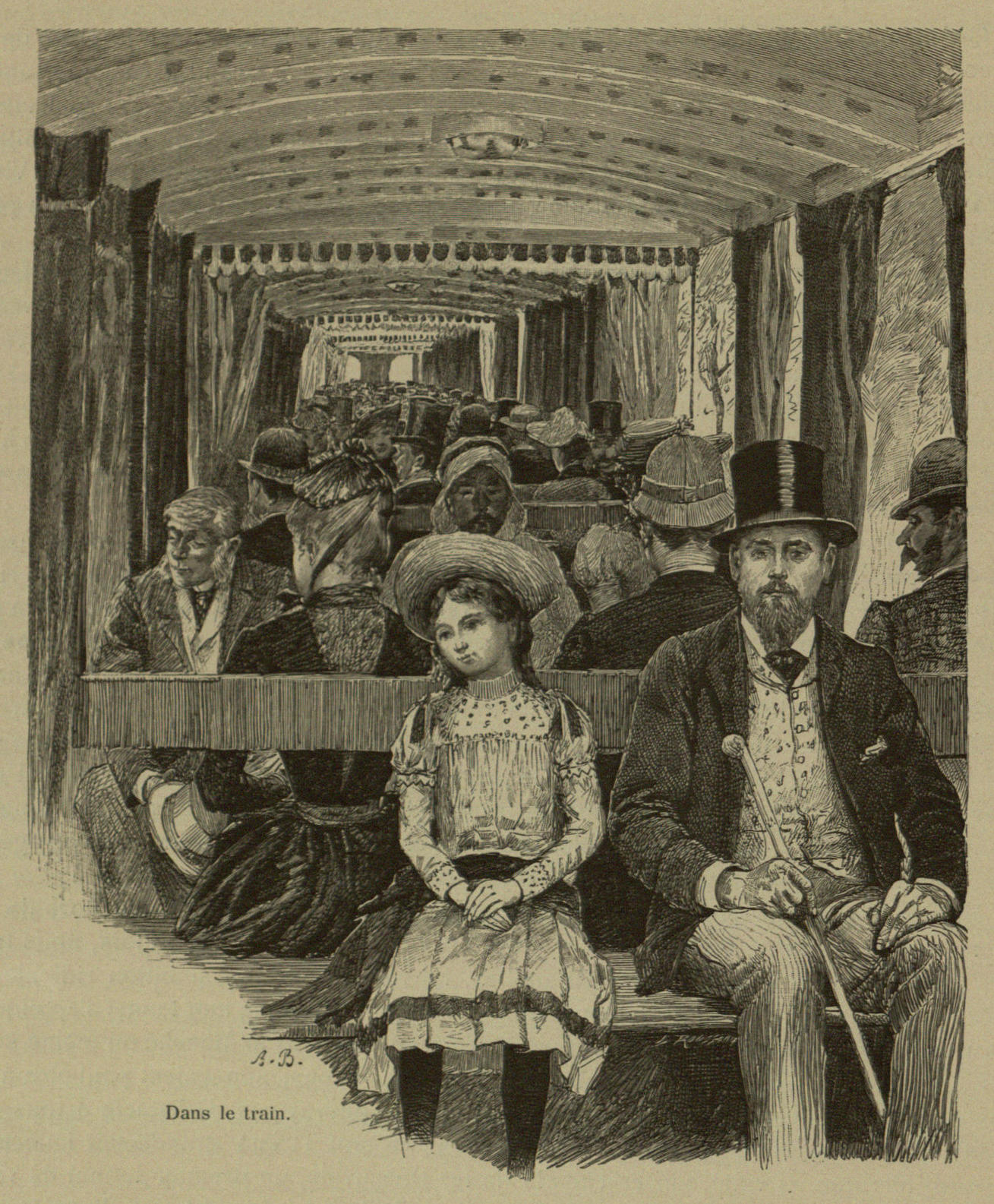
В машине
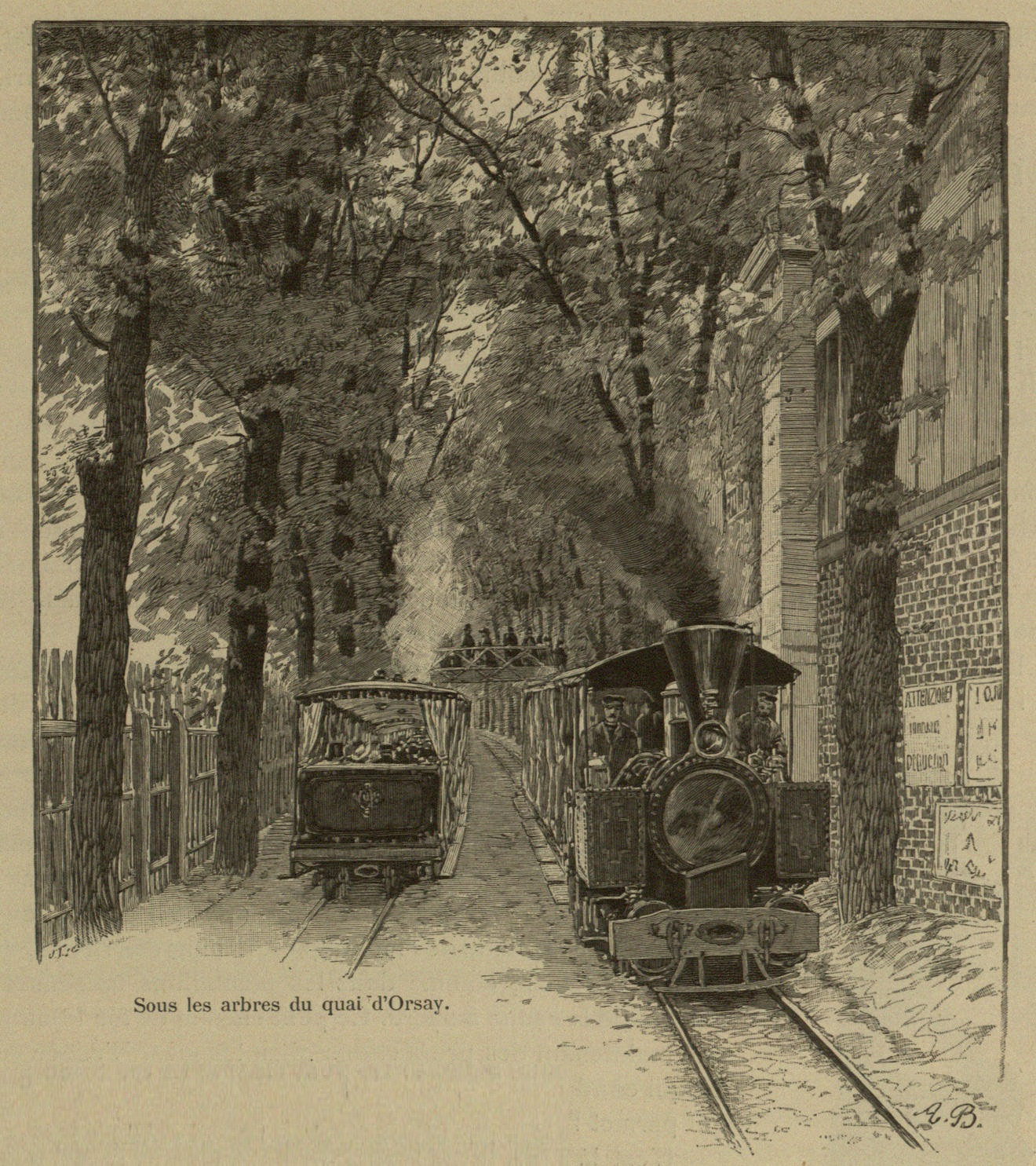
Набережная Орсе
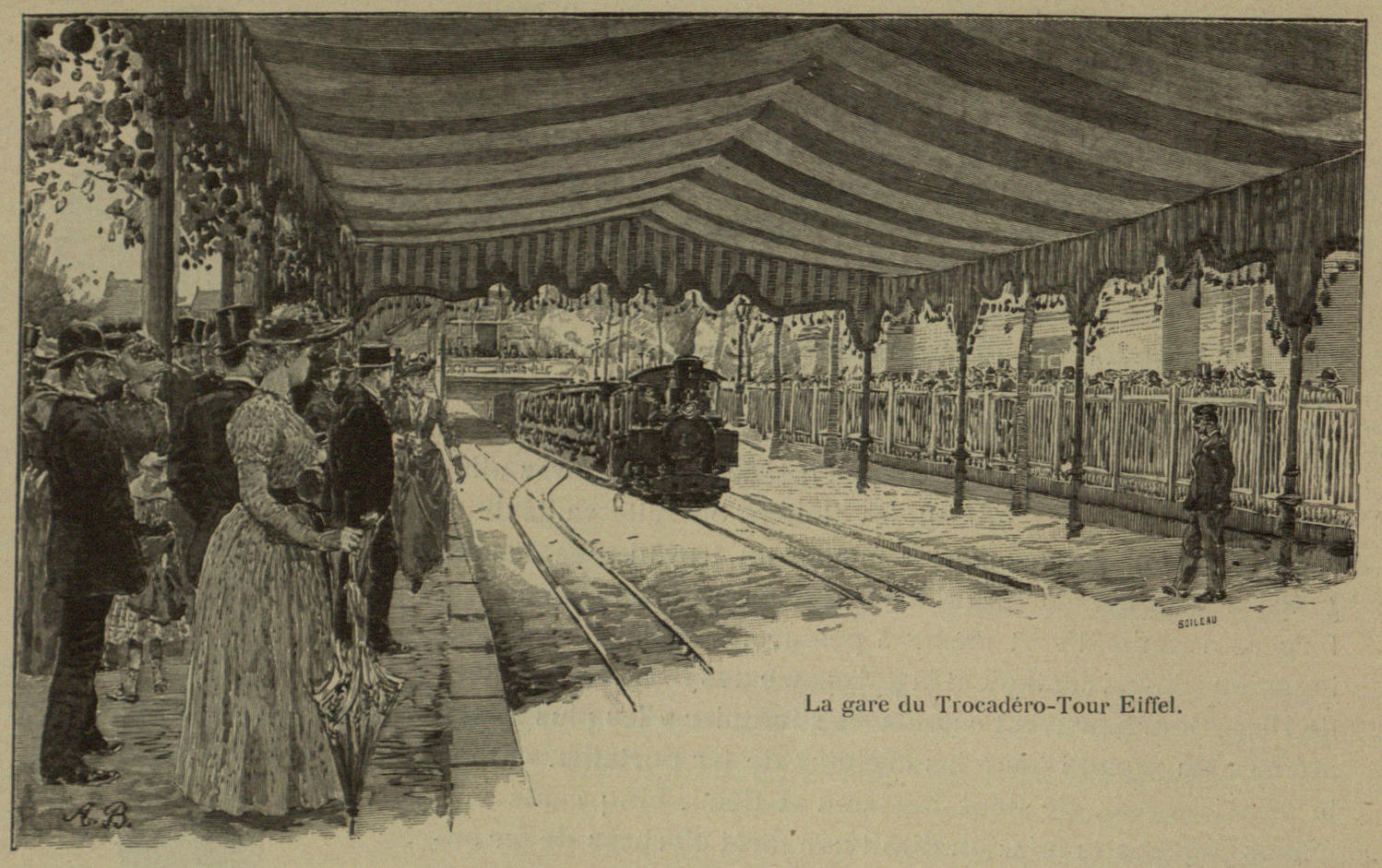
У Эйфелевой башни
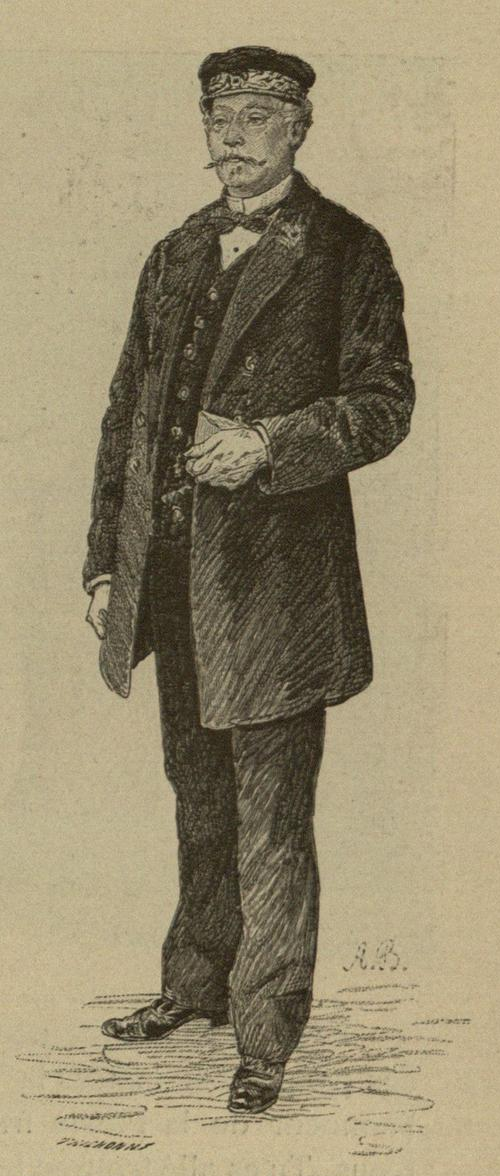
смотритель

## Локомотивы
В эксплуатации находилось около 12 паровозов и 100 вагонов различных типов. Швед Фредрик Арвидссон Поссе купил два из показанных в Париже локомотивов, Массуа и Туркестан, два вагона и путевой материал, и поместил их на открывшийся 16 июля 1891 года Хельсингборг Рао Рамлоса Ярнвег. Другие из выставленных локомотивов были позже использованы на Трамвайных путях де Роян, Chemins de Fer du Calvados и поезде Дековиль Диего Суарес — Камп д’Амбре:
| тип              | вес   | серийный номер    | дилерский номер    | имя                                          | картина | замечания |
| ---------------- | ----- | ----------------- | ------------------ | -------------------------------------------- | ------- | --- |
| 0-4-0T           | 3 t   | Couillet 903/1887 | Decauville 56/1887 | Ma Camarade позже Marc Seguin                |         | Продано De Malzine, Carrières de Rogeries, Département Nord                                                                             |
| 0-4-0T           | 3 t   |                   | Decauville 49      | La Mignonne                                  |         | Продано поездом в Дековиль Диего Суарес — Камп д’Амбре                                                                                  |
| 00-4-4-0T Péchot | 9,5 t | Péchot 1          | Decauville 57      | France                                       |         | Вес 12 т, продан «Артиллерийскому руководству де Тул» (№ 1)                                                                             |
| 0-4-4-0T Mallet  | 9,5 t | Tubize 661/1887   | Decauville 52      | L’Avenir                                     |         | Вес 12 т, был способен справиться с 8 % уклоном при радиусах кривой 20-35 м на рельсах с весом 9,5 кг / м на метр                       |
| 0-4-4-0T Mallet  | 9,5 t | Tubize 697/1887   | Decauville 58      | позже Kosta                                  |         | Был предложен в каталоге Canon Legrand в издании Mons and Raismes, проданном Hummel в Швеции.                                           |
| 0-4-4-0T Mallet  | 9,5 t | Tubize 713/1888   | Decauville 59/1889 | Ville de Laon позже Diego Ferre              |         | 1891 Tramways de Royan, позже проданный в 1896 году через представительство Decauville Ayulo & Cie на сахарной плантации в Парду (Перу) |
| 0-4-4-0T Mallet  | 9,5 t | Tubize 736/1889   | Decauville 72/1889 | Kairouan позже Varaville                     |         | Продан в 1891 году на Трамвайные пути де Роян, затем на Chemins de fer du Calvados (№ 6)                                                |
| 0-4-4-0T Mallet  | 9,5 t | Tubize 751/1889   | Decauville 74/1889 | Australie позже Cabourg                      |         | Продан в 1891 году на Трамвайные пути де Роян, затем на Chemins de fer du Calvados (№ 1)                                                |
| 0-4-4-0T Mallet  | 9,5 t | Tubize 752/1889   | Decauville 75/1889 | Dumbarton позже Madagascar позже Sallenelles |         | Продано Chemins de Fer du Calvados (№ 2, Sallenelles) в 1892 году, Bourillon & Pelleron в 1908 году                                     |